# Korona Poznań
Korona Poznań – klub sportowy z siedzibą w Poznaniu założony w 1922 roku w środowisku kolejarskim w dzielnicy Świętego Łazarza, w 1947 roku włączony do KS ZZK Poznań.

## Historia klubu
- 1925 – klasa C, w jednej grupie z Jutrzenką Poznań, PKS Poznań, TS Liga Dębiec, Unitasem Wolsztyn i Dyskobolią Grodzisk Wielkopolski.
- 1928 – klasa B gr. III, rywalizowała wówczas z Cybiną Poznań, Strzelcem Poznań, TS Liga Poznań i Polonią Główna.
- 1934/1935 – klasa B, i awans do najwyższej wówczas klasy A (II szczebel ówczesnych rozgrywek) po rywalizacji z Dyskobolią Grodzisk Wielkopolski, Sokołem Kępno, Polonią Poznań, KKS Kościan i Admirą Poznań.
- 1935/1936 – klasa A, Korona zajęła w niej 8. miejsce, zdobywając 12 punktów, przy bilansie bramkowym 32–52. Wskutek nowej reformy piłkarskiej w tymże roku została utworzona liga okręgowa, którą utworzyło 8 najlepszych zespołów klasy A i Korona była ostatnim zespołem, która się do niej zakwalifikowała.
- 1936/1937 – liga okręgowa, Korona zajęła 6. pozycję, zdobywając 11 punktów, przy stosunku bramkowym 21–39. Pozwoliło to na dalsze utrzymanie się w elicie.
- 1937/1938 – liga okręgowa, Korona ponownie kończy sezon na 6. pozycji, zdobywając tylko 5 punktów, przy bilansie bramkowym 20-29. Tym razem w lidze okręgowej sklasyfikowanych zostało tylko 7 drużyn i nie wystarczyło to do utrzymania się na tym szczeblu rozgrywek.
- 1938/1939 – klasa A, Korona zakończyła sezon na 7. przedostatnim miejscu z dorobkiem 5 punktów i bilansem bramkowym 24-35, wyprzedzając tylko KKS Kościan.

W latach okupacji hitlerowskiej Korona wzięła udział w rozgrywkach konspiracyjnych o mistrzostwo Poznania pod nazwą Łazarz.
Po II wojnie światowej KS Korona nie odgrywała już znaczniejszej roli w poznańskim piłkarstwie. 
Klub przetrwał do swojego jubileuszu 25-lecia, obchodzonego w dniach 18-19 października 1947 roku i odgórnie włączona została do KS ZZK Poznań.